# 1515年北胜地震
北胜地震，是发生于中国云南布政司北胜州的一场地震。该地震史料记载混乱，长期以来时间、强度有较大争议。《中国历史强震目录》记为明正德十年五月初六（儒略历1515年6月17日），震级Ms 7¾，烈度达X度。林凤仙等认为发生于明弘治十五年七月己亥（1502年8月31日），强度小于等于7级。
明朝万历《云南通志》卷十七记载称：“北胜州，正德六年五月六日地大震，城倾西北，民居圮者千五百余家。”清朝乾隆《永北府志》卷二十四则写道，“正德六年五月初六日，地震，城倾西北，民房倒塌千五百余间；近屯西山下，田陷成湖者百余顷。”乾隆《永北府志》卷五又载：“西山草海，在近屯西山下，明初原系军民田地，正德六年，地震累月，遂成为湖。”